# Rukku Nahar

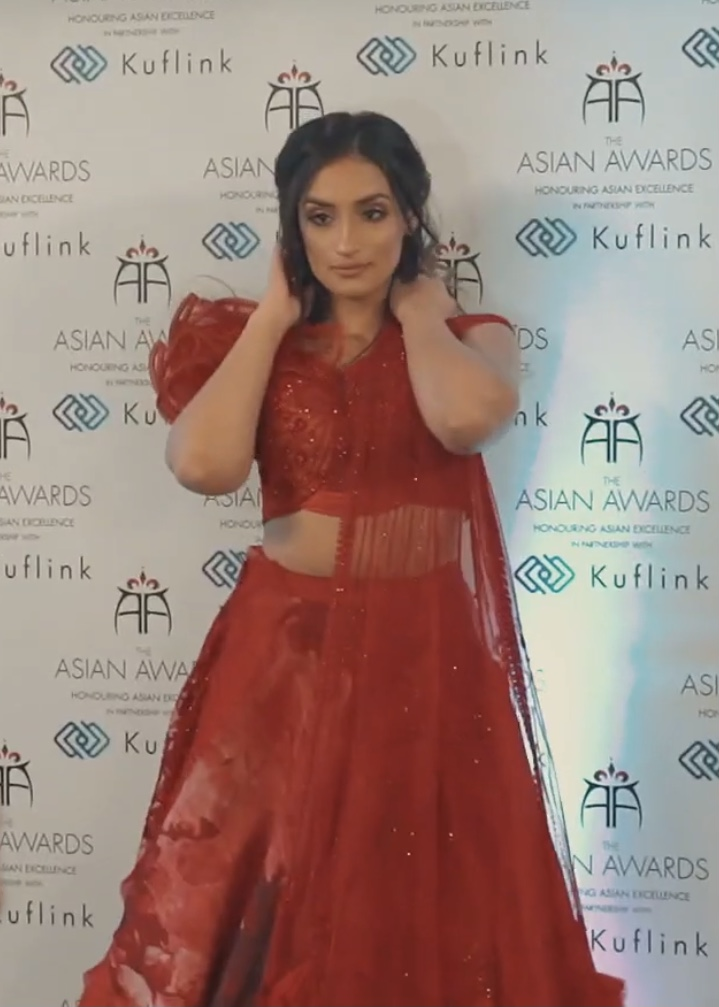
Rukku Nahar

Rukku Priya Nahar (* 28. Februar 1996 in Bedford) ist eine britische Schauspielerin.

## Leben und Karriere
Nahar wurde in Bedford geboren. Sie besuchte die Kempston Academy. Damach studierte sie an der Identity School of Acting. Ihr Debüt gab sie 2014 in einer Folge in Corner Shop Show. Anschließend bekam Nahar 2016 in Wolfblood – Verwandlung bei Vollmond eine Hauptrolle.
2017 wurde sie für den Film We Can Be Heroes gecastet. Außerdem war sie 2018 in der Serie Hollyoaks zu sehen. Von 2019 bis 2020 trat sie in EastEnders auf. Unter anderem spielte sie 2021 in der Serie Flatmates mit 2023 setzte Nahar ihre Karriere in The Buckingham Murders fort.

## Filmografie (Auswahl)
Filme
- 2017: We Can Be Heroes
- 2021: Blame
- 2023: The Buckingham Murders

Serien
- 2014: Corner Shop Show
- 2016–2017: Wolfblood – Verwandlung bei Vollmond (Wolfblood)
- 2018: Hollyoaks
- 2019–2020: EastEnders
- 2021: Flatmates